# Charlton Athletic Football Club 2019-2020
Questa voce raccoglie le informazioni riguardanti il Charlton Athletic Football Club nelle competizioni ufficiali della stagione 2019-2020.

## Maglie e sponsor
| Casa | Trasferta | Terza divisa |

Sponsor ufficiale: Children with cancer UK
Fornitore tecnico: Hummel

## Rosa
Aggiornata al 4 marzo 2020.
| N. |                        | Ruolo | Calciatore          |
| -- | ---------------------- | ----- | ------------------- |
| 1  | Inghilterra (bandiera) | P     | Dillon Phillips     |
| 2  | Galles (bandiera)      | D     | Adam Matthews       |
| 3  | Inghilterra (bandiera) | D     | Ben Purrington      |
| 4  | Inghilterra (bandiera) | D     | Adedeji Oshilaja    |
| 5  | Galles (bandiera)      | D     | Tom Lockyer         |
| 6  | Inghilterra (bandiera) | D     | Jason Pearce        |
| 7  | Galles (bandiera)      | C     | Jonathan Williams   |
| 8  | Inghilterra (bandiera) | C     | Jake Forster-Caskey |
| 9  | Montserrat (bandiera)  | A     | Lyle Taylor         |
| 10 | Inghilterra (bandiera) | A     | Chuks Aneke         |
| 12 | Inghilterra (bandiera) | D     | Lewis Page          |
| 13 | Inghilterra (bandiera) | P     | Ben Amos            |
| 14 | Irlanda (bandiera)     | C     | Aiden McGeady       |
| 15 | Inghilterra (bandiera) | C     | Darren Pratley      |
| 17 | Zimbabwe (bandiera)    | A     | Macauley Bonne      |
| 18 | Inghilterra (bandiera) | A     | Andre Green         |
| 19 | Inghilterra (bandiera) | C     | Albie Morgan        |
| 20 | Inghilterra (bandiera) | D     | Chris Solly         |

| N. |                          | Ruolo | Calciatore             |
| -- | ------------------------ | ----- | ---------------------- |
| 21 | Galles (bandiera)        | C     | Matt Smith             |
| 23 | Francia (bandiera)       | D     | Naby Sarr              |
| 24 | Irlanda (bandiera)       | C     | Josh Cullen            |
| 26 | Israele (bandiera)       | A     | Tomer Hemed            |
| 27 | Inghilterra (bandiera)   | C     | David Davis            |
| 28 | Inghilterra (bandiera)   | C     | Sam Field              |
| 29 | Inghilterra (bandiera)   | C     | Erhun Oztumer          |
| 30 | Australia (bandiera)     | P     | Ashley Maynard-Brewer  |
| 32 | Inghilterra (bandiera)   | C     | George Lapslie         |
| 35 | Inghilterra (bandiera)   | A     | Wilberforce Ocran      |
| 38 | Guinea-Bissau (bandiera) | C     | Junior Quitirna        |
| 40 | Inghilterra (bandiera)   | D     | Brendan Sarpong-Wiredu |
| 42 | Inghilterra (bandiera)   | C     | Abraham Odoh           |
| 43 | Inghilterra (bandiera)   | D     | Toby Stevenson         |
| 44 | Inghilterra (bandiera)   | A     | Josh Davison           |
| 45 | Inghilterra (bandiera)   | C     | Alfie Doughty          |
| 46 | Inghilterra (bandiera)   | D     | James Vennings         |
| 48 | Inghilterra (bandiera)   | C     | Aaron Henry            |

### Staff tecnico
| Ruolo      | Name       |
| ---------- | ---------- |
| Allenatore | Lee Bowyer |